# Siège de La Fère (1870)
Guerre franco-prussienne
Batailles
- Chronologie de la guerre franco-prussienne de 1870
- Sarrebruck (08-1870)
- Wissembourg (08-1870)
- Forbach-Spicheren (08-1870)
- Wœrth (08-1870)
- Bitche (08-1870)
- Phalsbourg (08-1870)
- Borny-Colombey (08-1870)
- Strasbourg (08-1870)
- Mars-la-Tour (08-1870)
- Toul (08-1870)
- Gravelotte (08-1870)
- Metz (08-1870)
- Nouart (08-1870)
- Beaumont (08-1870)
- Noisseville (08-1870)
- Sedan (08-1870)
- Montmédy (09-1870)
- Soissons (09-1870)
- Siège de Paris et chronologie du siège (09-1870)
- Nompatelize (10-1870)
- Bellevue (10-1870)
- Châtillon (10-1870
- Châteaudun (10-1870)
- Buzenval (10-1870)
- Bourget (10-1870)
- Dijon (10-1870)
- Belfort (11-1870)
- La Fère (11-1870)
- Langres (11-1870)
- Bouvet et Meteor (navale) (11-1870)
- Coulmiers (11-1870)
- Thionville (11-1870)
- Châtillon-sur-Seine (11-1870)
- Villers-Bretonneux (11-1870)
- Beaune-la-Rolande (11-1870)
- Champigny (11-1870)
- Orléans (12-1870)
- Loigny (12-1870)
- Châteauneuf (12-1870)
- Beaugency (12-1870)
- Longeau (12-1870)
- l’Hallue (12-1870)
- Siège de Péronne (1871)
- Bapaume (01-1871)
- Villersexel (01-1871)
- Le Mans (01-1871)
- Héricourt (01-1871)
- Saint-Quentin (01-1871)
- Buzenval (01-1871)

Le siège de La Fère par les Prussiens eut lieu du 5 novembre 1870 au 27 novembre 1870 est un épisode de la guerre franco-prussienne de 1870 qui se termina par la reddition de la ville.

## Situation avant le siège

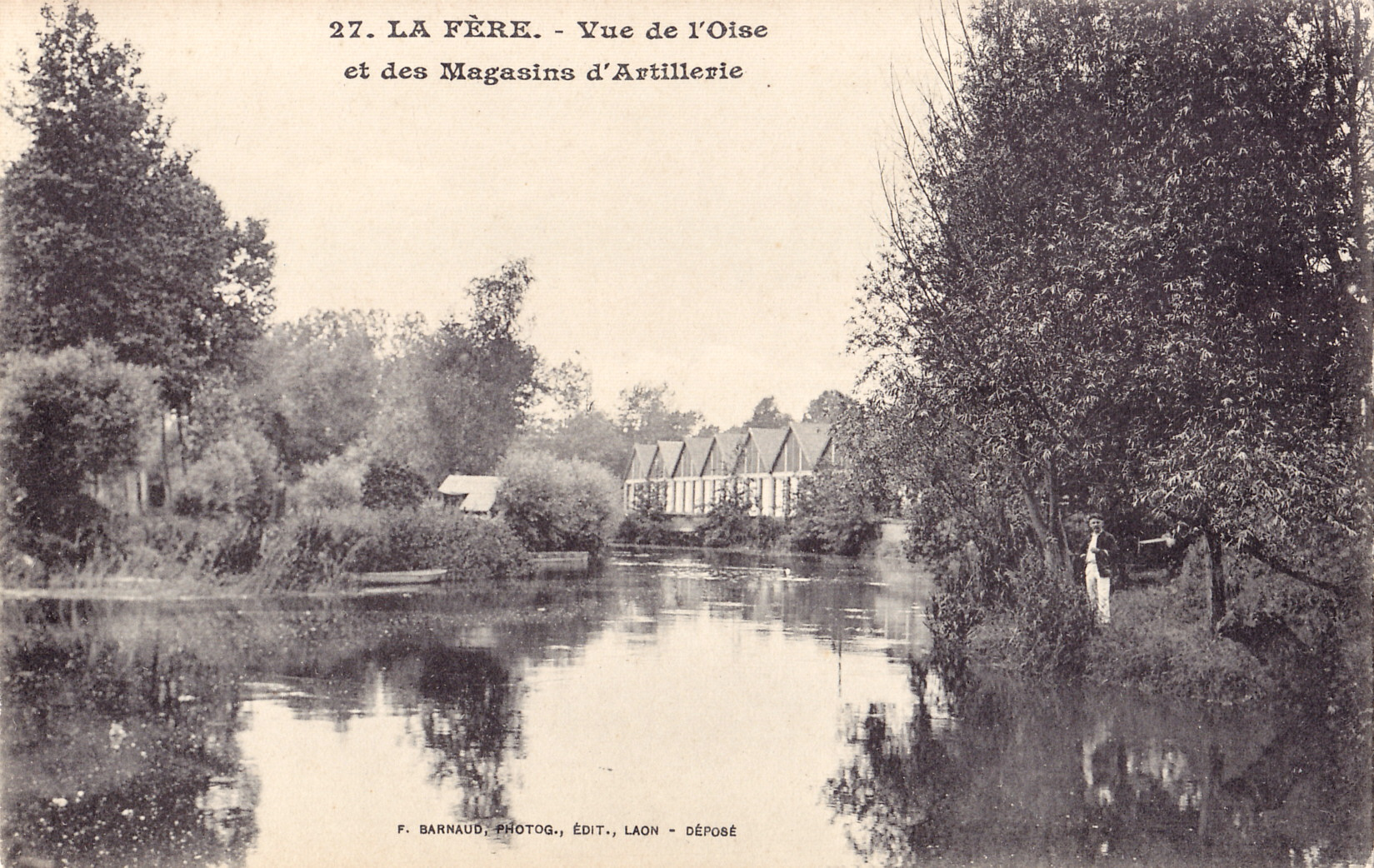
Les magasins d'artillerie au bord de l'Oise, vue d'avant 1914

En 1870, la place de La Fère était déclassée. Elle n'était entourée que d’une simple muraille crénelée agrémentée par quelques bastions et des tours datant du Moyen Âge et ne possédait aucun abri sûr contre les bombardements. Elle ne possédait à l'extérieur qu’un retranchement bastionné couvrant la gare, et une petite tête de pont contre le canal de la Sambre à l'Oise au débouché ouest du faubourg Saint-Firmin.

Pourtant La Fère était une ville importante, car elle commandait la ligne de chemin de fer de Reims à Laon et à Amiens et était voisine de l'important nœud ferroviaire de Tergnier. C'est en effet à Tergnier qu'embarquèrent, pour Paris, les débris du corps d'armée du général Vinoy.
Le commandant de la place était depuis le 11 juillet 1867 le commandant Delmas de la Coste. Mais le gouvernement de la Défense nationale nomma le 11 novembre le capitaine de frégate Planche comme commandant supérieur.
La garnison, forte de 2 800 hommes, comprenait :
- le 3e bataillon de la garde nationale mobile du Pas-de-Calais,
- un demi bataillon de mobiles de Saint-Quentin,
- 600 artilleurs de la garde nationale mobile,
- la compagnie des éclaireurs de l'Aisne
- 40 ouvriers d’artillerie
- 100 francs-tireurs du Pas-de-Calais qui entrèrent dans la place le 6 novembre.

L'armement consistait en 80 bouches à feu dont seulement 36 pièces rayées.

## Préambule
Le 20 octobre le colonel prussien von Kahlden, commandant de Laon, divise ses forces en deux colonnes, dont l'une va investir La Fère pendant que l'autre marche sur Saint-Quentin.
À la nouvelle de la capitulation de Metz, La Fère fait ses derniers préparatifs pour soutenir un siège en se sachant toutefois condamnée d’avance, en raison de la vétusté de ses défenses.

On fait monter les eaux de l'Oise pour inonder la prairie, le faubourg Notre-Dame, qui mène à Danizy, est coupé par des tranchées, et semé de chevaux de frise, cavaliers, casse-cou, etc. afin que si l'ennemi s’y engage, il n'en s'en sorte pas.
Le 5 novembre, les 3e et 43e régiments d'infanterie (de) composant la 4e brigade d'infanterie (de) du 1er corps d'armée prussien, commandée par le général-major Karl von Zglinitzki (de) et forte de 10 000 hommes, s'embarque en chemin de fer à Pont-à-Mousson pour faire le siège de La Fère et assurer ainsi les communications de l'armée prussienne, tandis qu'un petit parc de 49 pièces, avec six compagnies d'artillerie à pied et une de pionniers, est réuni à Soissons et dirigé vers La Fère.
Le 13 novembre le capitaine de frégate Planche, récemment nommé au commandement de La Fère, reçoit la sommation de se rendre.
Le 19 novembre la place est complètement investie. Quelques sorties sont faites de jour et de nuit, spécialement par les francs-tireurs, pour aguerrir la garnison. D’autre part, à cette même date du 19, la garnison de Ham, formée du bataillon des mobiles du Gard et de celui des volontaires de la Somme sous le commandement du capitaine Petit, fait une tentative sur Tergnier pour soulager la garnison de La Fère, mais elle est repoussée à Vouël, où elle s’était aventurée sans prendre de précautions. Les mobiles du Gard se débandèrent et la petite troupe se replia en désordre sur Ham laissant le capitaine Petit sur place, foudroyé par une balle.

## Le siège
Devant le refus de capituler du capitaine Planche, les Allemands emploient toutes les ressources contre cette place condamnée d'avance.

Derrière des murs et des haies, dans de profonds fossés, leurs avant-postes, poussés aussi près que possible de la ville, demeurent immobiles, silencieux, invisibles.

Du côté de la campagne, des postes d'infanterie protégés par des tranchées sont établis sur les routes et les sentiers, et écartent les indiscrets à coups de fusil.

De poste en poste, des cavaliers vont et viennent sans arrêter. D'autres éclairent les routes et les villages voisins et travaillent sur toutes les collines : à Travecy, mais surtout au sud, à Charmes, à Andelain, à Bertaucourt afin d'y établir leur artillerie, malgré les tirs de l'artillerie française qui canonne ces positions.
Le 24 novembre l'artillerie de l'ennemi et 200 voitures chargées du matériel nécessaire à l'établissement des batteries arrivent à Danizy à la nuit tombée. En une nuit, ils établissent les batteries et creusent les fossés où s'abritent les troupes de soutien.
A l'approche du jour du 25 novembre, des escouades vont à 300 mètres du bastion de la ville scier des peupliers qui auraient gêné le tir de leur artillerie. À peine sont-elles rentrées dans les retranchements que le premier obus est tiré sur la ville depuis les hauteurs de Danizy, sans préavis.

Le point d'attaque a été choisi de telle sorte que les ouvrages sont pris à revers, sauf deux retours d'angle, en sorte que 8 canons seulement peuvent être opposées aux 42 pièces ennemies de 12 et de 24, et mortiers de 32. Trois heures après le début du bombardement, la plupart des canons français qui pouvaient tirer sur Danizy sont démontés. La place ne peut plus riposter qu'avec 2 pièces de 4 et un mortier.
La ville est écrasée, incendiée sur divers points ; le quartier, les écuries, les magasins à fourrage, l'Hôtel-Dieu et l'hôtel de ville sont en feu.
Le bombardement se poursuit sans relâche, si bien que dans la nuit du 25 novembre 3 500 obus tombent sur la ville. 

A midi, la destruction est effroyable, surtout dans le quartier militaire, à l’est de la ville. L’arsenal, les casernes, le magasin à fourrages, s’allument successivement. Dans les rues désertes les boîtes à balles sifflent, et des bestiaux, chassés des étables militaires, errent en beuglant.
Le 26 novembre au matin, après bien des hésitations et une longue lutte entre l'ardent désir de résister encore et la raison, le commandant de place cède aux prières de la municipalité et de la population qui réclament la cessation de la résistance. Aucun secours n'étant possible, le conseil de Défense envoie, à neuf heures, un parlementaire à l'ennemi. Mais le brouillard cache le drapeau, et la violence du bombardement couvre l'appel du clairon. Une heure passe ainsi. Des gens du faubourg qui ont aperçu le signal avertissent les Allemands. Le feu cesse, et bientôt le parlementaire rentre en ville avec un capitaine d'état-major prussien.

## Bilan
Le capitaine Planche, commandant de la place, prescrivit de détruire les armes, d'enclouer les pièces d'artillerie et de noyer les poudres.

La capitulation fut signée le 27 novembre 1870, aux mêmes conditions que celles de Metz et de Sedan.

400 hommes réussirent à s’échapper, le reste fut emmené en captivité.
« Cette défense de La Fère fut fort peu brillante, dit le colonel Roussel dans son Histoire de la guerre 1870-71, on est bien forcé d'en convenir. Certes la place n’était pas dans des conditions à opposer une bien longue résistance cependant il semble qu’on aurait pu riposter avec plus d'énergie et faire un meilleur usage du matériel numériquement supérieur dont elle disposait. Somme toute, la garnison n’avait perdu qu'une trentaine d'hommes et la population trois habitants, les approvisionnements étaient intacts et l'attaque proprement dite ne pouvait se faire que sur un seul côté, les autres étant complètement protégés par l'inondation. On ne peut donc trouver d'excuse à une reddition si prompte, si tant est qu'il y en ait, que dans la pression exercée sur le commandement, comme presque partout malheureusement, par les habitants de la ville, et surtout dans la faiblesse morale d'une garnison où l'élément si indispensable des troupes actives faisait absolument défaut ».
Le 28 novembre, la 4e brigade prussienne partit pour Amiens rejoindre l'armée de Manteuffel.

Elle n'avait perdu pendant ce court siège qu'un officier et cinq hommes mis hors de combat.

Le Conseil d'enquête sur cette capitulation, réuni le 18 avril 1872, constata que le capitaine de frégate Planche méritait d'être loué pour avoir détruit le matériel avant la reddition, mais qu'il avait eu tort d'admettre la clause relative à la faculté laissée aux officiers qui prendraient l'engagement sur l'honneur de ne pas servir contre l’Allemagne, de se retirer dans leurs foyers.